# 潘多拉猎龙属
潘多拉猎龙属是一属兽脚类恐龙，生存于约1.63亿至1.45亿年前牛津期至提通期的侏罗纪时代，即今天的巴塔哥尼亚（丘布特省）境内。2017年，古生物学家奥利弗·劳胡特（Oliver Rauhut）和迭戈·波尔（Diego Pol）在Cañadón Calcareo组的沉积物中发现了这种恐龙的化石（以碎片形式保存的颅后骨骼）。模式种和唯一已知的物种是费氏潘多拉猎龙（Pandoraventor fernandezorum）。